# Unidos de Mangueira
Unidos da Mangueira foi uma escola de samba da Mangueira, na cidade do Rio de Janeiro, localizada no alto do morro, e que tinha por cores o azul e o rosa.

## História
Segundo pesquisas realizadas em jornais da época, consta que a Unidos de Mangueira foi fundada em 1933. A escola ensaiava as quintas e domingos, nos mesmos dias da Estação Primeira de Mangueira. 
Em 1939, terminou em 5º lugar, e em 1940, terminou na 11ª colocação .Existe alguns registros apontando a existência da escola até 1946. Foi a primeira escola do sambista Nélson Sargento, antes dele ir para a Estação Primeira.
Entre os grandes sambistas da Unidos de Mangueira, destaca-se Geraldo Pereira.